# Bernold Fiedler
Bernold Fiedler (né le 15 mai 1956) est un mathématicien allemand, spécialisé dans la dynamique non linéaire.

## Biographie
Fiedler obtient un diplôme de l'Université de Heidelberg en 1980 pour sa thèse Ein Räuber-Beute-System mit zwei time lags ("Un système prédateur-proie avec deux décalages temporels") et son doctorat avec sa thèse Stabilitätswechsel und globale Hopf-Verzweigung (Transformation de la stabilité et bifurcation globale de Hopf), écrite sous la direction de Willi Jäger. Fiedler est professeur à l'Institut de mathématiques de l'Université libre de Berlin .
Ses recherches portent, entre autres sujets, sur la bifurcation globale, les attracteurs globaux et la structuration des équations de réaction-diffusion (un domaine de recherche lancé par Alan Turing).
En 2008, Fiedler donne la conférence Gauss avec une conférence intitulée "Aus Nichts wird nichts? Mathematik der Selbstorganisation". En 2002, il est, avec Stefan Liebscher, conférencier invité à l'ICM de Pékin, avec une conférence intitulée "Bifurcations sans paramètres : quelques exemples d'ODE et d'EDP".